# Wiera Badalska
Wiera Badalska-Majewska (ur. 19 lipca 1915 w Taszkencie, Uzbekistan, zm. 14 stycznia 1981 w Warszawie) – polska pisarka, autorka książek i wierszy dla dzieci, podręczników (m.in. język polski Rośniemy razem. Wypisy dla klasy II) oraz tekstów piosenek.

## Życiorys
Ukończyła filologię polską na Uniwersytecie Warszawskim. Przez wiele lat współpracowała z różnymi pismami dziecięcymi, pracowała także jako nauczycielka i bibliotekarka. Debiutowała w roku 1946 na łamach czasopisma dla dzieci Świerszczyk (prowadziła tam cykl Kolorowe literki) i Płomyk. 
Autorka licznych audycji radiowych i scenariuszy do filmów animowanych. 
Tłumaczyła literaturę piękną z języka rosyjskiego i czeskiego m.in. Ondřeja Sekory „Opowiadanie o drzewach i wietrze” (Nasza Księgarnia 1951). 
Zmarła w Warszawie 14 stycznia 1981.

## Twórczość
- 1951 – Cztery motylki
- 1961 – Krasnalek Gapcio
- 1964 – Dla kogo piosenka
- 1969 – Osiołek Bury
- 1973 – I my mamy swoje mamy
- 1974 – Szare piórko
- 1974 – Muzyka na Krzywej Wieży
- 1975 – Ali i jego osiołek
- 1975 – Ballady
- 1977 – Jędrek i inni
- Jak oswoić czarownicę
- Wędrówka po kraju
- płyta Kolorowe kredki z serii Domowe przedszkole